# Среднеазиатская эфа
Среднеазиатская эфа (лат. Echis carinatus multisquamatus) — ядовитая змея из рода эф семейства гадюковых, подвид песчаной эфы. Некоторыми исследователями рассматривается как самостоятельный вид.

## Описание
Общая длина тела с хвостом может достигать 87 см, но обычно значительно меньше. При этом длина туловища (от кончика морды до анального отверстия) до 79 см. Голова покрыта мелкой ребристой чешуёй, резко отграничена от шеи. Морда закруглённая. Глаза с вертикальными зрачками, от верхнегубных щитков отделены мелкими чешуями. На спине чешуя с резко выступающими рёбрышками. Вокруг середины тела чешуи расположены в 34—40 рядов. На боках 5—7 рядов мелких узких, направленных косо вниз чешуй с зубчатыми рёбрышками. На брюхе 169—199 щитков, на нижней стороне хвоста 27—38 щитков, расположенных в один ряд. Хвост относительно короткий, в 8,5—11,5 раз короче туловища.
Окраска сверху красновато-коричневатая, желтовато-коричневатая, серовато-коричневая, светло-жёлто-песочная или почти серая. На голове светлый крестообразный рисунок, напоминающий силуэт летящей птицы. На боках по одной белой зигзагообразной полосе. На спине поперечно вытянутые беловатые пятна, расположенные между вершинами боковых зигзагообразных полос. Рисунок на спине маловариабилен, может различаться лишь разным количеством косых или разорванных спинных белых полосок. Брюшная сторона белая, без пятен или пятнистая.
От других подвидов и видов эф среднеазиатская отличается бо́льшим количеством чешуй на спине (в среднем 37) и боках (в среднем 10,3) и щитков на брюхе (в среднем 188), из-за чего и получила научное видовое название multisquamatus, а также отсутствием увеличенных чешуй над глазами и рисунком на спине и голове.

## Ареал и места обитания
Распространена в Средней Азии: Туркмении, Узбекистане, юго-западном Таджикистане, Афганистане, восточном Иране и северо-западном Белуджистане в Пакистане. На севере ареал доходит до южного чинка плато Устюрт и Аральского моря, на северо-востоке до линии от южного берега Арала до Ташкента, на востоке обходит горы Алая, поднимаясь по речным долинам до высоты не более 900 м, на юге до Гиндукуша, Паропамиза, Копет-Дага и Эльбурса, заходит на южный берег Каспийского моря, встречается в Ферганской долине.
Обитает в пустынях. Псаммофильный вид: населяет различные аридные песчаные биотопы от бугристых песков с саксаульниками до лёссовых и глинистых пустынь. Встречается в редких зарослях кустарников, на речных обрывах, в колониях песчанок. В горах встречается до высоты 1000 м над уровнем моря.

## Образ жизни
Весной среднеазиатская эфа выходит из зимних убежищ в конце февраля — марте. Ведёт ночной образ жизни, только ранней весной и поздней осенью появляется днем, чтобы согреться. На зимовку уходит во второй половине осени (в конце октября — начале ноября). Зимними убежищами служат чаще всего норы грызунов, трещины и промоины в обрывах. Изредка, в очень тёплые дни, может и зимой появляться на поверхности.

## Питание
Питается в основном мелкими грызунами, а также птицами, ящерицами, мелкими змеями, реже озёрными лягушками, зелёными жабами и крупными членистоногими — сольпугами и скорпионами. Молодые эфы питаются мелкими ящерицами и различными членистоногими.

## Размножение
Спариваются в марте—апреле. Живородяща: в июле—августе самка рождает от 4 до 12 детёнышей длиной 14—17 см.

## Классификация
Среднеазиатская эфа была описана, первоначально как новый вид, в 1981 году советским герпетологом В. А. Черлиным. Типовой территорией являются окрестности Байрам-Али в Марыйской области на юго-востоке Туркмении.
Черлин выделил среднеазиатскую эфу в отдельный вид, поскольку в восточном Иране и южном Афганистане существует зона симпатрии её и эфы Echis carinatus sochureki, у которой менее 36 спинных чешуй, протяженностью около 400 км.

## Охрана
В большинстве мест обитания является обычным видом, не требующим специальных мер охраны.